# Aliano
Aliano (Gagliànë in dialetto locale) è un comune italiano di 838 abitanti della provincia di Matera in Basilicata.
È noto per essere il luogo d'ambientazione del romanzo Cristo si è fermato a Eboli (nel quale il paese è chiamato Gagliano, a imitazione della pronuncia locale) dello scrittore Carlo Levi, che vi trascorse parte del suo periodo di confino e che in seguito vi si fece seppellire.
Aliano è inoltre affiliato all'Associazione Nazionale Città dell'Olio ed il suo territorio circostante è caratterizzato dal tipico paesaggio dei calanchi.

## Geografia fisica

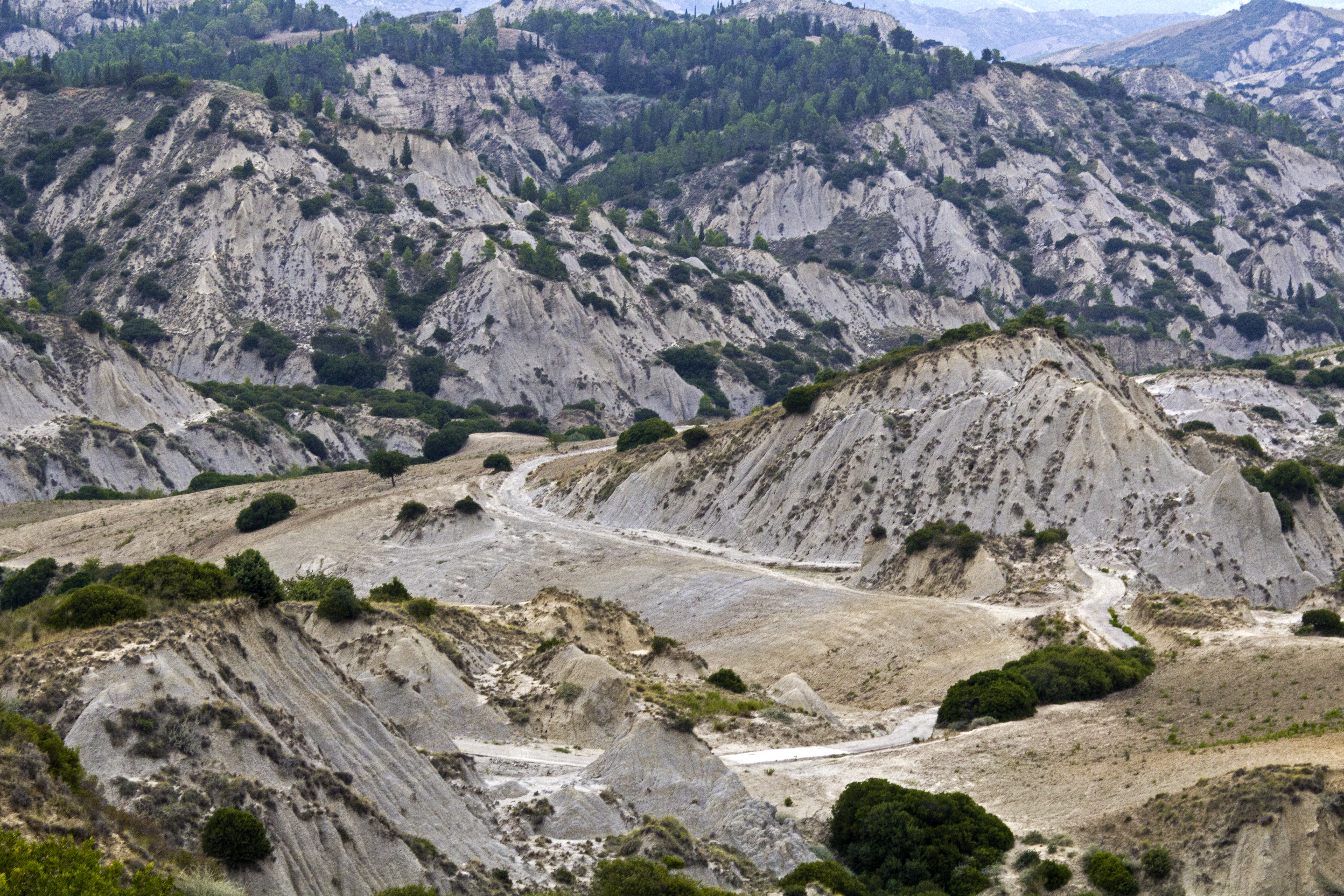
Vista dei calanchi

Situato su un colle argilloso a 555 m s.l.m., domina la Val d'Agri e il torrente Sauro nella parte centro-occidentale della provincia di Matera al confine con la parte centro-orientale della provincia di Potenza. Nel suo territorio sono presenti numerosi calanchi, caratteristici pendii originatisi dall'erosione di rocce argillose e con scarsa copertura vegetale.
Confina a nord con i comuni di Stigliano (14 km) e Gorgoglione (20 km), ad est con Sant'Arcangelo (PZ) (17 km), a sud con Roccanova (PZ) (21 km) e ad ovest con Missanello (PZ) (14 km). Fa parte della comunità montana Collina Materana.

## Storia
Il nome del borgo deriva dal latino Praedium Allianum, cioè podere di Allius, gentilizio romano. Data la vicinanza ai fiumi Agri e Sinni, sin dall'antichità fu centro importante di scambi tra la civiltà greca, etrusca ed enotria, come testimoniato dalla scoperta di una necropoli risalente ad un periodo compreso tra il VIII ed il VII secolo a.C., contenente più di mille tombe e numerosi reperti. Tali reperti sono ora custoditi nel Museo della Siritide di Policoro. Alcune fonti parlano di un borgo di pastori esistente e già sviluppato ai tempi di Pirro, nel 280 a.C.
Tuttavia i primi testi in cui viene ufficialmente citato Aliano sono datati al 1060, anno in cui risale una bolla papale che attribuiva al vescovo di Tricarico l'amministrazione del borgo. Nell'VIII secolo le diverse grotte scavate nelle rocce sedimentarie di origine alluvionale ubicate nella zona di fosso San Lorenzo, già abitate in età preistorica, ospitarono numerosi monaci basiliani sfuggiti alle persecuzioni iconoclaste in Oriente. In epoca medioevale Aliano fu feudo di diverse famiglie, tra cui i Sanseverino, i Carafa ed i Colonna.

### Carlo Levi

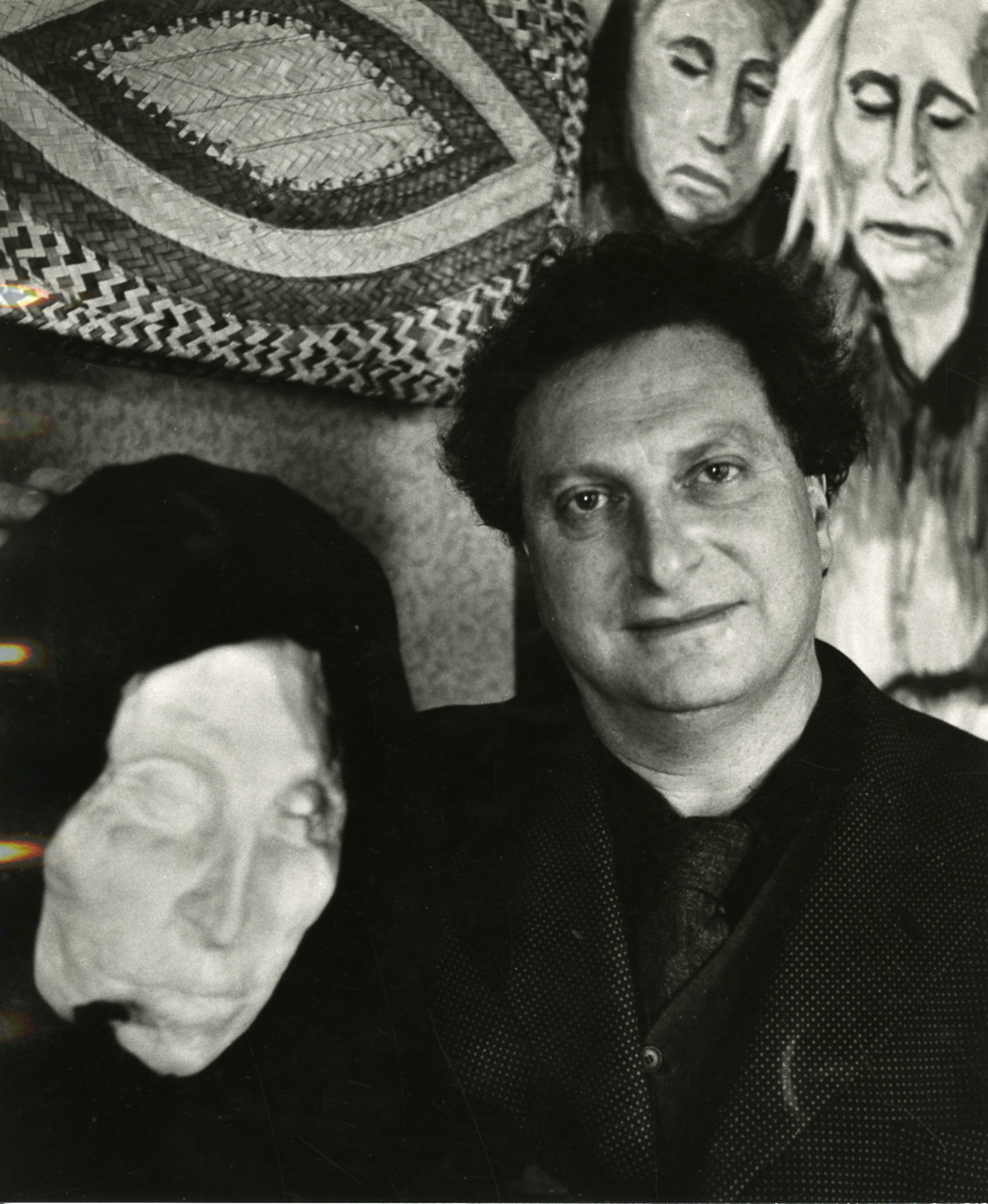
Carlo Levi

Nella storia recente di questo piccolo centro non si può non ricordare lo scrittore Carlo Levi che qui ambientò il libro Cristo si è fermato a Eboli (1945).
Levi durante il regime fascista, negli anni 1935-36 fu condannato al confino in Basilicata (al tempo chiamata, ufficialmente, Lucania) a causa della sua attività antifascista. Trascorse un periodo prima a Grassano e successivamente ad Aliano (che nel libro viene chiamata Gagliano, imitando la pronuncia locale), dove ebbe modo di conoscere la realtà di quelle terre e della sua gente. Durante il confino ad Aliano, richiesto ripetutamente dai poveri locali, Levi riprese ad esercitare gratuitamente la sua professione di medico venendo a conoscenza quindi in modo diretto delle misere condizioni dei contadini locali.
Lo scrittore nelle sue ultime volontà espresse quella di essere seppellito ad Aliano "tra i suoi contadini". Nel paese sono ancora intatti tutti i luoghi descritti nel romanzo e nei vicoli sono impresse alcune frasi simbolo del libro. Levi ebbe qui l'occasione di scoprire un'altra Italia che era, appunto, quella contadina del Mezzogiorno.

## Monumenti e luoghi d'interesse

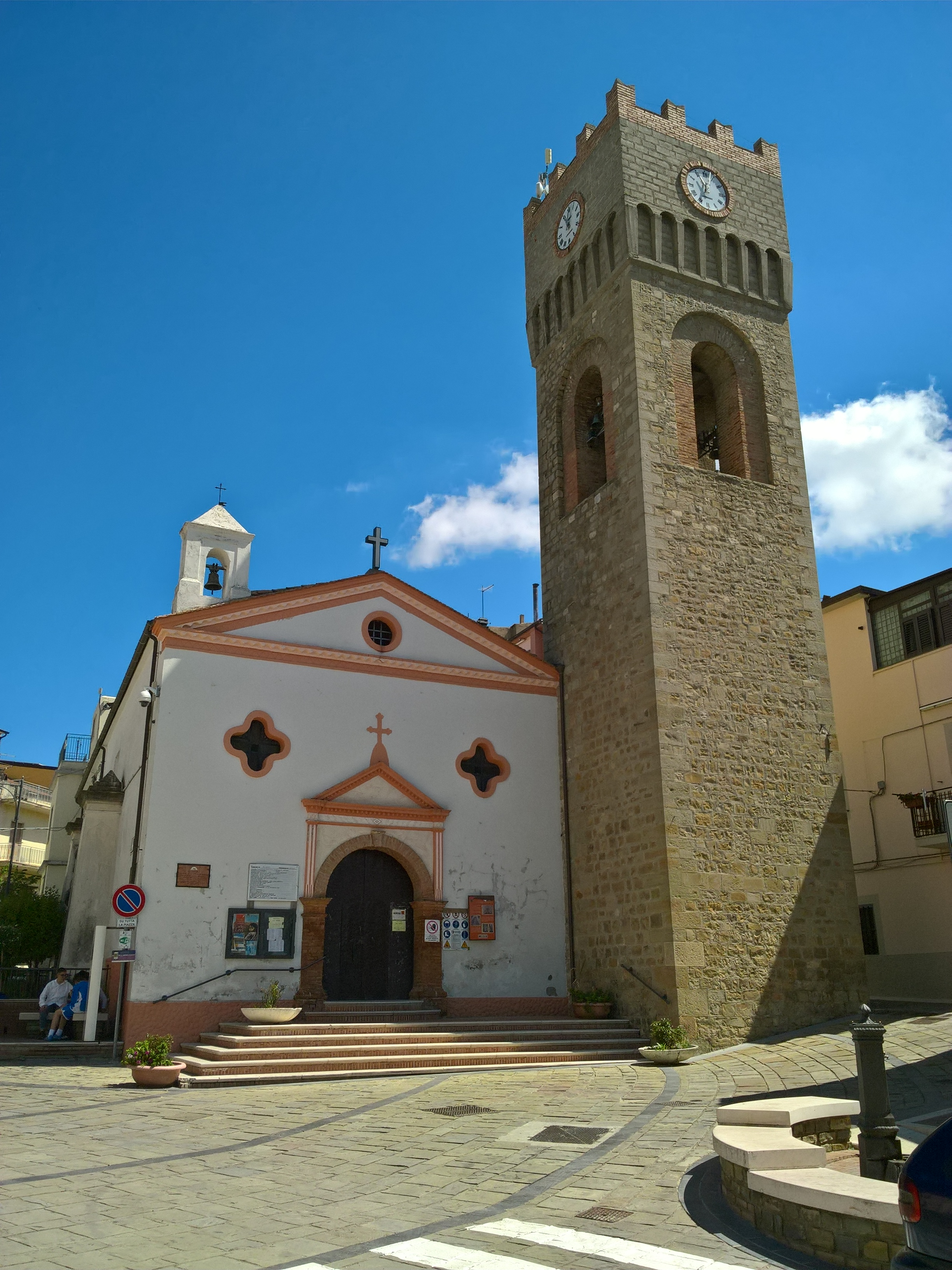
Chiesa di San Luigi Gonzaga

- La chiesa di San Luigi Gonzaga, costruita in un'unica navata nel XVII secolo, le cui pareti sono adornate di grande tele dipinte dello stesso periodo della chiesa, attribuite a Teresa del Po, Carlo Sellitto e ad Antonio Sarnelli.  Il presbiterio è arricchito da un altare in stile barocco e da una statua lignea della Madonna Immacolata. del XVIII secolo. A sinistra dell'altare maggiore è custodita, in una nicchia, la Croce Astile Processionale d'argento datata 1573, attribuita a Giovanni Perticari, il quale in realtà la fece solo realizzare per conto della Confraternita del Corpo di Cristo di Aliano. Al suo interno è custodita la Madonna col Bambino, opera lignea, probabilmente, del sec. XV proveniente dalla chiesa di San Giacomo, eseguita da un intagliatore locale, e restaurata dalla Soprintendenza ai beni culturali nel 1999.
- La Chiesa di San Giacomo Maggiore in Via Stella
- Il santuario della Madonna della Stella, piccola chiesa poco distante dal paese, in posizione panoramica.
- Il Museo della Civiltà Contadina, collocato in un vecchio frantoio, nel quale sono conservati antichi affreschi e manufatti tipici della tradizione contadina.
- Il Museo storico Carlo Levi, in cui sono conservati documenti fotografici e pittorici dell'artista relativi al periodo di confino, che insieme alla casa, recentemente restaurata, dove Carlo Levi visse durante quel periodo, ripercorrono tutte le vicende legate alla permanenza dell'artista e scrittore torinese.

## Società

### Evoluzione demografica
Abitanti censiti

## Cultura

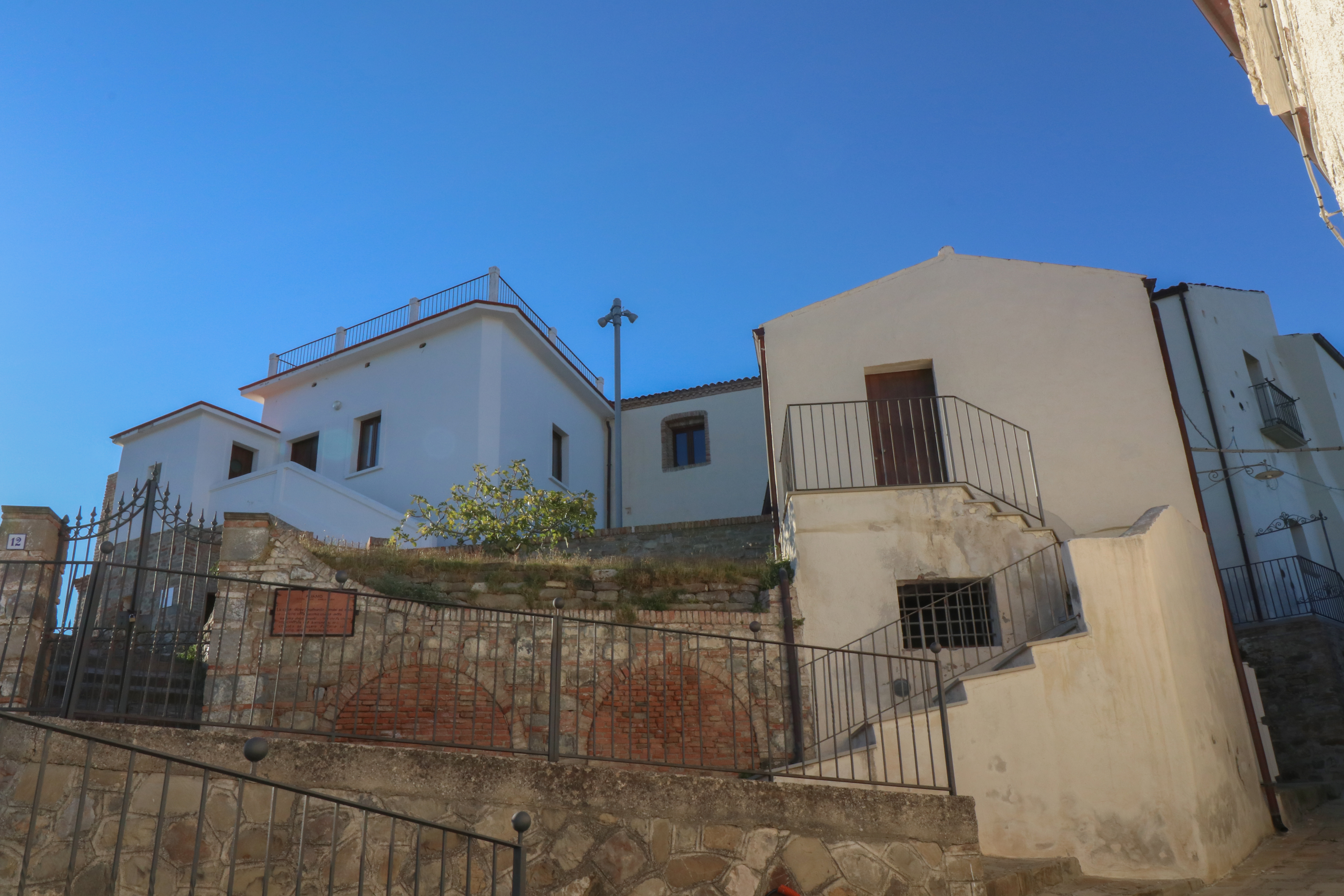
La casa confino di Carlo Levi

### Cinema
I film girati nel territorio di Aliano, sono:
- Cristo si è fermato a Eboli, diretto da Francesco Rosi (1979).
- Basilicata coast to coast, diretto da Rocco Papaleo (2010).
- Moschettieri del re - La penultima missione, diretto da Giovanni Veronesi (2018)

### Eventi

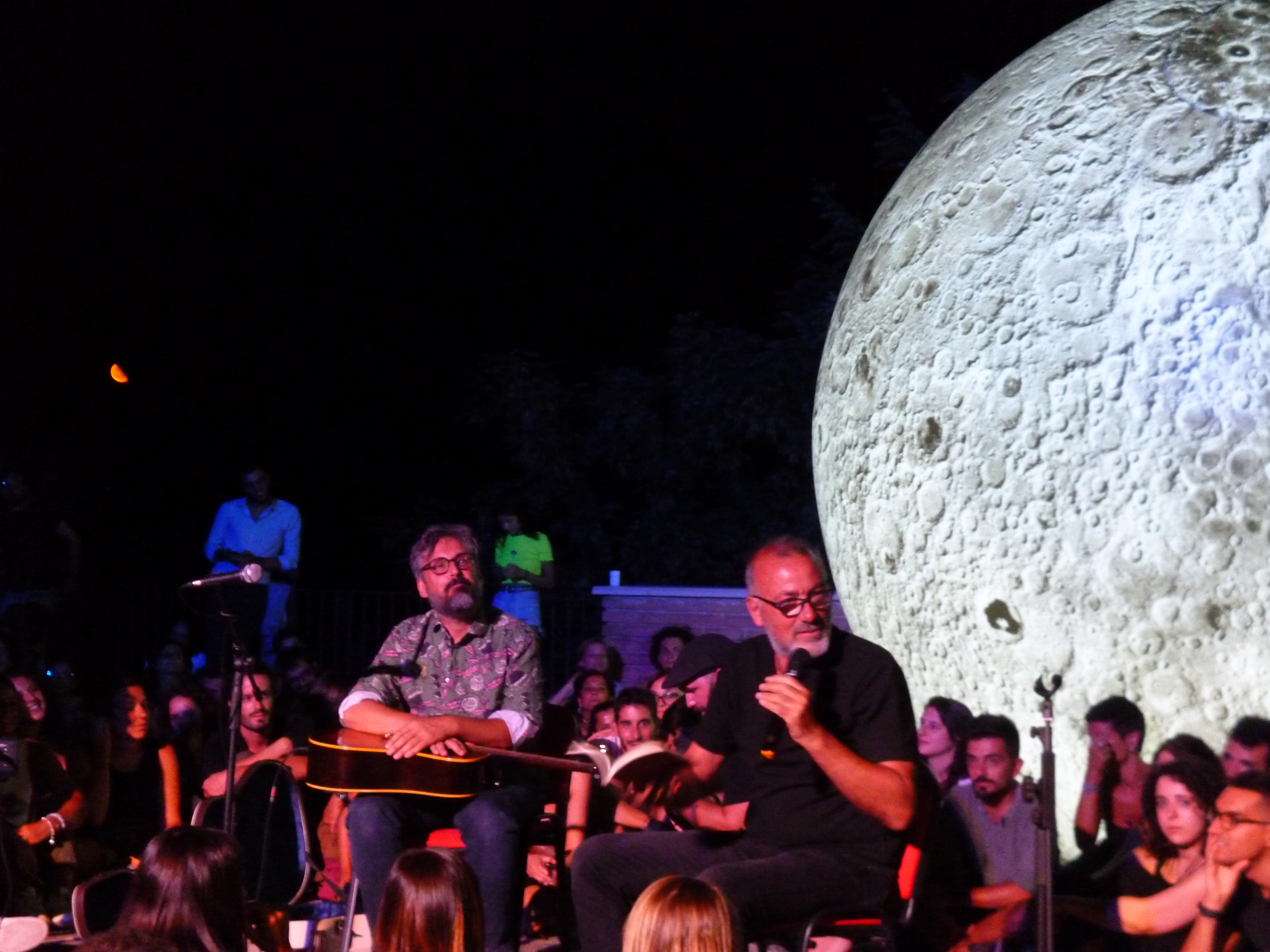
Brunori Sas e Franco Arminio al festival "La Luna e i Calanchi" nel 2019

Numerose sono le iniziative legate al Parco letterario Carlo Levi, in particolare i viaggi sentimentali nei luoghi legati al confino dello scrittore, e giornate di degustazione di prodotti tipici.
Dal 1988 si svolge inoltre il Premio letterario nazionale Carlo Levi, organizzato dal Circolo culturale "Nicola Panevino".
Di grande rilievo il Festival della paesologia "La Luna e i Calanchi", diretto da Franco Arminio, che si tiene ogni anno nel mese di agosto dal 2012.
Di antica tradizione ad Aliano sono i festeggiamenti per il Carnevale, con le tradizionali maschere "cornute".
Aliano è inserito nel percorso del Cammino delle ginestre che attraversa anche i Comuni di Cirigliano, Accettura e Stigliano e prende il nome dalle piante di ginestra presenti in gran numero lungo i 50 chilometri del cammino.

## Economia
L'economia si fonda soprattutto sull'agricoltura e la pastorizia; l'abitato infatti è circondato da piantagioni di ulivo che rendono fiorente la produzione di olio d'oliva, da frutteti (in particolare pescheti e agrumeti), e vi si pratica l'allevamento caprino e ovino. La presenza di resti archeologici neolitici e la tomba di Carlo Levi rendono il paese importante dal punto di vista turistico-culturale. Infatti per le vie sono incisi brani del libro Cristo si è fermato ad Eboli e la dimora e i luoghi narrati nel libro sono rimasti intatti.